# Erskine Inlet
Der Erskine Inlet ist ein natürlicher Wasserweg durch den zentralen kanadisch-arktischen Archipel in Kanada, der Cameron Island, Île Vanier, Massey Island und Alexander Island (im Westen) von Bathurst Island (im Süden und Osten) trennt.